# 24 Samodzielny Batalion Szturmowy (Ukraina)
24 Samodzielny Batalion Szturmowy „Ajdar” – batalion Wojsk Lądowych Ukrainy, podporządkowany 10 Samodzielnej Brygadzie Górsko-Szturmowej. Jako batalion obrony terytorialnej brał udział w konflikcie na wschodniej Ukrainie. Batalion stacjonuje w Kołomyi w obwodzie iwanofrankiwskim.

## Działania bojowe

### Maj 2014
Pierwszym zadaniem Ajdaru była ochrona porządku publicznego podczas wyborów prezydenckich 25 maja 2014 roku w lokalach wyborczych w okolicach Starobielska (w szczególności w Nowoajdarze) oraz w mieście Szczastia.

### Czerwiec 2014
14 czerwca batalion walnie przyczynił się do odbicia w całości Szczastii z rąk separatystów i ustanowienia tam administracji ukraińskiej. Podczas walk, według szacunków strony ukraińskiej, zabitych miało być pięćdziesięciu ośmiu separatystów. Jak informowało Ministerstwo Obrony Ukrainy, w dniach 17–18 czerwca batalion miał prowadzić operacje wojskowe bez uzgodnienia z dowództwem. Dzień później władze Ługańskiej Republiki Ludowej ogłosiły, że Ajdar został praktycznie zniszczony. Wiadomości te zdementował wkrótce sam dowódca batalionu, nazywając je częścią wojny informacyjnej.

### Lipiec 2014
15 lipca w pobliżu miasta Metałist żołnierze zatrzymali osiemnastu członków specjalnego pododdziału separatystów Don. Tego samego dnia żołnierze odkryli w daczy posła Komunistycznej Partii Ukrainy arsenał, jaki miał trafić w ręce separatystów. 20 lipca zwiadowcy „Złotej Kompanii” Ajdaru wkroczyli do Rubiżnego, gdzie wdali się w bój z separatystami, niszcząc jeden z ich samochodów. Po przybyciu na miejsce 51 Brygady Zmechanizowanej, Ajdar zdołał przedrzeć się do Siewierodoniecka. Następnie batalion miał za zadanie przełamanie blokady ługańskiego lotniska. Podczas rozpoznania bojem zginął jeden z jego żołnierzy. Dzień później, dalej współdziałając z wozami i czołgami 51 Brygady, batalion ruszył dalej na południe. Żołnierzom Ajdaru udało się zatrzymać pomocnika ministra obrony samozwańczej Osetii Południowej, który miał przy sobie broń oraz dokumenty świadczące o zakupie lekarstw dla separatystów. Dowódca batalionu, ppłk Serhij Melnyczuk zaproponował wtedy, że jeńca można by wymienić na schwytaną wcześniej żołnierkę Nadiję Sawczenko. Atakując dalej od wschodu, żołnierze odcięli separatystów w Aleksandrowsku i Juwiłejnem. Podczas walk rozgromiono batalion Wostok, który kontrolował te miejscowości i prowadził ostrzał artyleryjski Ługańska ze stadionu miejscowego Szachtara. Podczas tych walk batalion stracił czterech żołnierzy. Następnie miał miejsce zmasowany atak separatystów. Czołgi 51 Brygady zaczęto wycofywać. Ajdar nie tylko utrzymywał pozycję pod Juwiłejnem, ale i kontynuował swoje natarcie na Heorhijiwkę. Żołnierze zajęli pozycje na drodze Ługańsk-Łutuhyne przy moście nad rzeką Wilchiwką. Przełamano tym samym blokadę lotniska w Ługańsku, gdzie walki toczyła 80 Samodzielna Brygada Powietrznodesantowa. Po wykonaniu zadania, jeden z pododdziałów Ajdaru wyruszył z Heorhijiwki i przeciął szlak, jakim separatyści transportowali artylerię i amunicję między Ługańskiem a Krasnym Łuczem. Mimo wielkich sukcesów, batalion odniósł znaczne straty – dwunastu żołnierzy zginęło, a dziesięciu było rannych.

### Sierpień 2014
7 sierpnia, na jednym z punktów kontrolnych w pobliżu Szczastii, żołnierze batalionu zatrzymali prorosyjskiego mera Ługańska – Serhija Krawczenkę. W sierpniu Ajdar brał udział w kolejnych walkach, podczas których m.in. zdobyto Łutuhyne.

### Wrzesień 2014
5 września 2 kompania batalionu wpadła w zasadzkę pod Wesełą Horą. Kolumna złożona z ciężarówek i samochodów, przewożąca dwudziestu trzech żołnierzy, zmierzała w kierunku Szczastii od strony Metałista. W pobliżu punku kontrolnego, oznaczonego ukraińską flagą, dowódca kompanii opuścił pojazd, krzycząc w jego stronę, że prowadzi siły Ajdaru. Wartownik miał zawołać do swoich ludzi „Ajdar!”, po czym w kierunku batalionu otwarto ogień (separatyści podszyli się pod siły ukraińskie). Niektórym z żołnierzy udało się skryć w pojazdach, wielu jednak szybko zginęło. Jeden z członków kompanii zdołał dotrzeć do kolumny 80 Brygady, która zmierzała w tym samym kierunku z Metałista. Opowiedział im o całym zajściu. 80 Brygada czym prędzej wsparła broniących się jeszcze żołnierzy batalionu. Po dwóch godzinach walk, ogłoszono zawieszenie broni. Aż dziewiętnastu żołnierzy Ajdaru zginęło lub zaginęło.

### Październik 2014
15 października część „Złotej Kompanii” batalionu wpadła w kolejną zasadzkę, podczas walk w pobliżu trasy Lisiczańsk-Ługańsk. Żołnierze zadali separatystom ciężkie straty, ale ich siły były kilkukrotnie mniejsze. Separatyści atakowali przy pomocy ciężkich karabinów maszynowych oraz moździerzy. Ośmiu żołnierzy, w tym dowódca kompanii, zginęło. Trzech było ciężko rannych, a dwóch dostało się do niewoli.

### Konflikt Serhija Melnyczuka z władzami Ukrainy
Pod koniec 2014 roku ppłk S. Melnyczuk został odwołany z funkcji dowódcy Ajdaru w związku z jego wyborem do Rady Najwyższej. W styczniu 2015 roku powiedział on, że de iure jego batalion został rozwiązany 26 stycznia. Po tych słowach jego zwolennicy zablokowali 30 stycznia jedną z głównych ulic Kijowa oraz siłą wdarli się do jednego z budynków Ministerstwa Obrony. Melnyczuk twierdził tego dnia, że Siły Zbrojne Ukrainy prowadzą w strefie walk na wschodzie Ukrainy ostrzał artyleryjski Ajdaru. Wśród najbardziej zagorzałych zwolenników Melnyczuka byli jego dawni podkomendni ze „Złotej Kompanii”. Według ukraińskich mediów ludzie ci byli nie czynnymi, a byłymi członkami batalionu, powiązanymi z Partią Radykalną Ołeha Laszki (której członkiem był Melnyczuk) i powiązanymi z przestępczością zorganizowaną.
2 lutego grupa delegatów batalionu, która prowadziła negocjacje z Ministerstwem Obrony poinformowała, że ministerstwo anulowało swoją decyzję o rozformowaniu batalionu.
2 marca przedstawiciel Sztabu Generalnego Sił Zbrojnych Ukrainy ogłosił, że na bazie ochotników z Batalionu Obrony Terytorialnej „Ajdar” utworzony zostanie wchodzący w skład Wojsk Lądowych Ukrainy 24 Samodzielny Batalion Szturmowy.